# Piłka ręczna na Letnich Igrzyskach Olimpijskich 2024 – składy kobiet
Artykuł grupuje składy żeńskich reprezentacji narodowych w piłce ręcznej, które wystąpiły w żeńskim turnieju rozegranym w ramach Letnich Igrzysk Olimpijskich 2024 w Paryżu.
Szerokie składy zostały ogłoszone 12 czerwca 2024 roku.

## Grupa A

### Dania
Źródło

### Korea Południowa
Źródło

### Niemcy
Źródło

### Norwegia
Źródło

### Słowenia
Źródło

### Szwecja
Źródło

## Grupa B

### Angola
Źródło

### Brazylia
Źródło

### Francja
Źródło

### Hiszpania
Źródło

### Holandia
Źródło

### Węgry
Źródło